# Коршев (Волынская область)
Коршев (укр. Коршів) — село в Боратинской сельской общине Луцкого района Волынской области Украины.
Код КОАТУУ — 0722882901. Население по переписи 2001 года составляет 683 человека. Почтовый индекс — 45651. Телефонный код — 332. Занимает площадь 2,64 км².